# São Bento do Cando
São Bento do Cando, ou Capela de São Bento do Cando e Albergue de Peregrinos, é um importante pólo de peregrinação devotado a São Bento situado na freguesia da Gavieira, município de Arcos de Valdevez.
A Capela de São Bento, com torreão, apresenta num dos dois sinos a data de 1751. Pouco depois de 1758, erigiu-se uma Irmandade, vindo mencionada, em 1795, no tombo da freguesia de Soajo que descreve a freguesia da Gavieira:
«No sitio ou veranda do Cando há uma capela da invocação de São Bento com irmandade e serve para nela se dizer missa, tendo os moradores capelão à sua custa ou dos devotos que se juntam nos dias vinte e um de Março e onze de Julho, dedicados ao mesmo glorioso Santo Patriarca e em outros dias do ano ».
A Capela, minuciosamente descrita pelo tombo, tinha altar-mor:
« S. Bento do Cando, imagem muito devota, a quem concorrem em romaria nos seus dias de Março e Julho muitos devotos com ofertas, de que se fundou e cresceu a irmandade que se conserva. Tem mais a mesma capela dois altares colaterais, em que dizem missa, com os paramentos necessários ».
Desta informação parece poder concluir-se que nas romagens tomavam parte vários sacerdotes, celebrando-se missas simultaneamente no altar-mor e nos colaterais.
A Irmandade, para promover a devoção a São Bento, obteve do Papa Gregório XVI, em 1840, a concessão de indulgência plenária aos romeiros que ali fossem a 21 de Março e a 11 de Julho e se confessassem, comungassem e cumprissem as outras condições impostas.
O Arcipreste de Arcos de Valdevez informou no Inquérito de 1845: 
«A Capela de São Bento, sita no alto do Monte do Cando, está segura, limpa asseada e tem os paramentos necessários à custa dos devotos».
A Informação deve referir-se à capela que ainda hoje existe, um pouco maior do que a descrita pelo tombo de 1795, tendo uma sacristia do lado nascente. Nenhum destes documentos se refere aos quartéis destinados a albergar os devotos nos dois dias das grandes concentrações. No entanto, não devem ser muito posteriores a 1845. Actualmente existem duas imagens de São Bento, uma de madeira no altar-mor, e outra de pedra, num nicho sobre a porta principal.

## Romaria
Em 20 de fevereiro de 2025, o Instituto Património Cultural inscreveu a Romaria de S. Bento do Cando no Inventário Nacional do Património Cultural Imaterial o que reflete “a importância da manifestação do património cultural imaterial enquanto reflexo da respetiva comunidade, nomeadamente os romeiros e restante população das freguesias serranas dos concelhos de Arcos de Valdevez, Monção e Melgaço.
A romaria remonta ao século XVII (a capela foi mandada construir por capítulo de visitação, em 1651) e realiza-se em três momentos anuais: O primeiro momento da romaria celebra-se a 21 de março, dia em que se lembra a morte de S. Bento; o segundo momento tem início no dia 03 de julho, com a celebração da novena em honra de S. Bento do Cando, que termina no dia 11, dia principal da romaria, em que há celebração da Eucaristia, sermão e procissão.
Um terceiro momento festivo foi introduzido em 1997, no dia 10 de agosto, justificado pela forte emigração destas terras, dando oportunidade aos emigrantes de viverem a festa e rezarem a S. Bento do Cando”
Outra característica da romaria é o da existência, nas imediações do Terreiro da Capela, de habitações destinadas à permanência dos romeiros durante as cerimónias religiosas.